# Кирчиж
Кирчиж — село в Бирилюсском районе Красноярского края России. Административный центр Кирчиженского сельсовета. Находится на правом берегу реки Идет, вблизи места впадения в неё реки Кирчиж, примерно в 35 км к северо-западу от районного центра, села Новобирилюссы, на высоте 184 метров над уровнем моря.

## Население
| 2010 |
| ---- |
| 153  |

Гендерный состав
По данным Всероссийской переписи населения 2010 года 79 мужчин и 74 женщины из 153 чел.

## Улицы
Уличная сеть села состоит из 4 улиц.